# Cordeiro
Cordeiro è un comune del Brasile nello Stato di Rio de Janeiro, parte della mesoregione del Centro Fluminense e della microregione di Cantagalo-Cordeiro.